# Parambassis siamensis
Parambassis siamensis är en fiskart som först beskrevs av Fowler, 1937.  Parambassis siamensis ingår i släktet Parambassis och familjen Ambassidae. IUCN kategoriserar arten globalt som livskraftig. Inga underarter finns listade i Catalogue of Life.